# Azizabad
Azizabad (em persa: عزيزآباد, também romanizada como Azīzābād; também conhecida como Madū’īyeh, Modū’īyeh, Modū’īyeh-ye ‘Azīzābād e Mūdu) é uma aldeia do distrito rural de Tirjerd, no condado de Abarkuh, na província de Yazd, Irã.
Segundo o censo de 2006, sua população era de 583 habitantes, em 166 famílias.